# Agustín Armario
Agustín Armario González (Puerto Cabello, Capitanía General de Venezuela, 1783 – Cumaná, Venezuela 13 de agosto de 1833) contralmirante de la Armada Bolivariana y prócer de la independencia suramericana.

## Biografía
Agustín Armario nace en la ciudad costera venezolana de Puerto Cabello en el siglo XVIII en el año de 1783, fueron sus padres Agustín Armario y Agustina María González. Su esposa fue Josefa Manuela Cova y Alcalá de Armario. (Cumaná, Venezuela c. 1804 – Cumaná Venezuela 18??) Se unió al movimiento emancipador desde los primeros sucesos del 19 de abril de 1810 se une a la lucha emancipadora y realiza carrera militar en la Armada y el Ejército hasta alcanzar el grado de General de Brigada de la Armada Nacional de Venezuela
Su primera asignación en 1811 por orden del para entonces capitán de fragata Lino de Clemente fue el mando de la lancha Barinas, que junto a la Caracas, al mando de Felipe Estévez, debían patrullar el área comprendida desde Puerto Cabello hasta la punta de Tucacas. En dicha asignación se enfrentaron al corsario Juan Gabazo en Chichiriviche el primero en pro de nuestra gesta independendista. En el año de 1812 es desplazado a Cumaná, donde participara en las acciones de la provincia de Guayana hasta que ocurre la derrota en la Batalla Naval de Sorondo. En marzo de 1812 migra a la colonia británica de Trinidad.
Regresa a Venezuela el año 1813 en la expedición de la goleta Carlota, donde toman la provincia de Cumaná y derrotan al general Domingo Monteverde. Es Gobernador de Maturín en 1814 pero se ve obligado a escapar a Trinidad junto con Francisco de Paula Avendaño. En 1818 combatió junto a Simón Bolívar en Guayana.
Es comandante general de la provincia de Cumaná en 1820. Al ser ascendido a general de Brigada el libertador Simón Bolívar en 1823 lo comisiona como comandante del primer y segundo Departamento de Marina con sede en Puerto Cabello. En 1831 fue senador al Congreso de la República por su estado natal.
Agustín Armario Gonzáles muere en la ciudad de Cumaná, estado de Sucre, Venezuela, el día 13 de agosto de 1833 y sus restos mortales fueron enterrados en el cementerio parroquial de Cumaná el 14 de agosto de 1933

## Honores a Agustín Armario
- Condecorado con la Estrella de los Libertadores[1]
- Como homenaje póstumo se dio su nombre a la promoción de oficiales que egresaron de la Escuela Naval de Venezuela en 1955[1]
- Por resolución N.º M-111 de fecha 22 de julio de 1963, se asigna el nombre de Contralmirante Agustín Armario a la base Naval N.º 1. (hoy Base Aeronaval) 10°29′9″N 67°59′39″O / 10.48583, -67.99417[6] ubicada en la ciudad de Puerto Cabello, estado Carabobo, Venezuela[1]
- En la ciudad llanera venezolana de San Juan de los Morros, estado Guárico existe la “Unidad Educativa Militarizada Agustín Armario”[7]
- En la ciudad mirandina de Guatire se halla la E.T.P. Agustín Armario